# Aleksandr Kaliaguine
Alexandre Alexandrovitch Kaliaguine (en russe : Алекса́ндр Алекса́ндрович Каля́гин), né le 25 mai 1942 à Malmyj, est un acteur soviétique de théâtre et cinéma. Il travaille aussi dans le doublage des films. Lauréat de deux prix d'État de l'URSS, il est distingué artiste du Peuple de la RSFS de Russie en 1983. Depuis 1992, il dirige son propre Théâtre Et Cetera (ru) à Moscou. Parallèlement à son activité artistique il est membre de la Chambre civile de la fédération de Russie.

## Biographie
Alexandre est le fils du doyen de la faculté d'histoire Alexandre Gueorguievitch Kaliaguine (1895-1943) et de Youlia Mironovna Seideman (1901-1973), professeur de français. Son père meurt un an après sa naissance. Sorti de l'école de médecine en 1959, il commence à travailler comme ambulancier.
En 1965, il obtient le diplôme de l'Institut d'art dramatique Boris Chtchoukine et devient acteur de la troupe du Théâtre de la Taganka, mais part deux ans plus tard pour le Théâtre dramatique Maria Iermolova où il se révèle dans l'adaptation du Journal d'un fou de Gogol.
Sa carrière cinématographique commence en 1967. Les spectateurs le remarquent surtout en 1975, dans le rôle de donna Rosa dans la comédie Bonjour, je suis votre tante ! (Здравствуйте, я ваша тётя!) de Viktor Titov.
En 1970, Oleg Efremov l'invite à rejoindre la troupe du Théâtre Sovremennik. En 1971, il suit Efremov qui part pour le Théâtre d'art, puis, après la dissolution de la troupe du MKhAT en 1987, il reste avec lui au Théâtre d'art Anton Tchekhov auquel il restera fidèle jusqu'en 1991.
En 1990, Kaliaguine fonde son propre Théâtre Et Cetera dans l'arrondissement Krasnosselski.
Il enseigne également à l'École-studio du Théâtre d'Art académique de Moscou en 1986-1990, donne des classes de maître à la BADA (British American Drama Academy) en 1990-1993, au studio Michael Tchekhov au sein du Centre international de formation en arts vivants à Paris en 1992-1995.
Depuis 1996, l'artiste préside l'Union théâtrale de la fédération de Russie.

## Vie privée
Alexandre Kaliaguine est marié à l'actrice russe Evguenia Glouchenko.

## Filmographie partielle
- 1974 : Le Nôtre parmi les autres (Свой среди чужих, чужой среди своих) de Nikita Mikhalkov
- 1975 : Bonjour, je suis votre tante ! (Здравствуйте, я ваша тётя!) de Viktor Titov
- 1976 : Esclave de l'amour (Раба любви) de Nikita Mikhalkov
- 1976 : La Princesse au petit pois (Принцесса на горошине) de Boris Rytsarev : roi
- 1976 : Jarosław Dąbrowski (Ярослав Домбровский) de Bohdan Poręba
- 1977 : Les Orphelins (Подранки) de Nikolaï Goubenko
- 1977 : Partition inachevée pour piano mécanique (Неоконченная пьеса для механического пианино) de Nikita Mikhalkov : Mikhaïl Platonov
- 1979 : Interrogatoire (ru) (Допрос) de Rasim Ojagov : capitaine Ganiev
- 1981-1987 : Les Aventures du chat Léopold (Кот Леопольд) : (voix) (8 épisodes)
- 1984 : Park de Rasim Ojagov
- 1987 : La Sonate à Kreutzer (Крейцерова соната) de Mikhail Schweitzer : voyageur
- 2003 : Pauvre Nastia (Бедная Настя) de Piotr Steïn : Vassili Joukovski (série TV)